# Stan Neumann
 (juin 2023).
Pour les articles homonymes, voir Neumann.

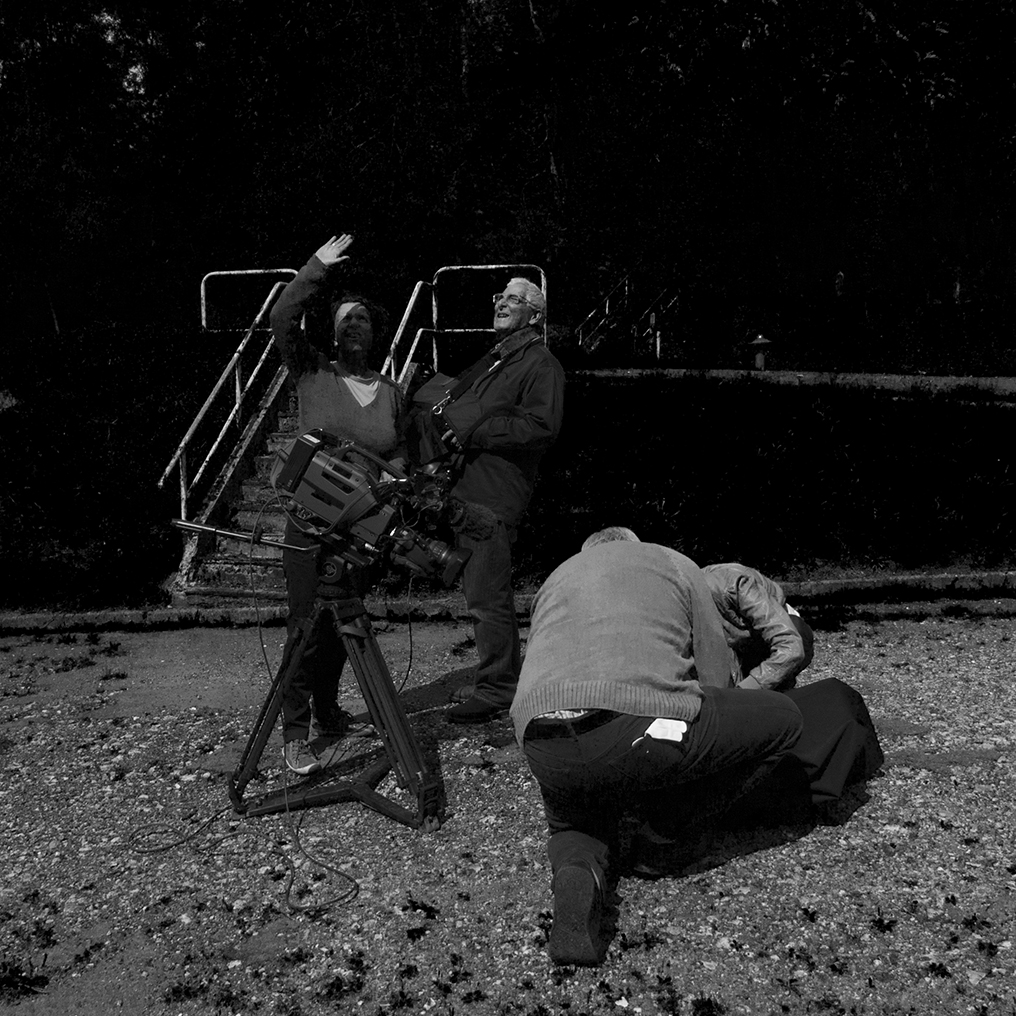
Stan Neumann pendant le tournage des Primitifs de la photographie (2010) avec Katell Djian à la caméra.

Stan Neumann, né en 1949 à Prague, est un auteur et documentariste français. 

## Biographie
Sa mère, Claudia Ancelot (1925-1997), était journaliste, traductrice et écrivaine. Son père, Stanislas Neumann, résistant communiste pendant la Seconde Guerre Mondiale, se suicide en 1970 après avoir été exclu du PC tchèque pour avoir critiqué l'invasion soviétique d'août 1968 contre le Printemps de Prague. Son arrière grand-père Stanislav Kostka Neumann, était un célèbre poète de la gauche tchèque et l’un des fondateurs du Parti communiste de Tchécoslovaquie. 
Stan Neumann effectue ses études littéraires au lycée d'Antony avant d'intégrer l'Institut des hautes études cinématographiques (IDHEC), où il étudie de 1969 à 1972. Il commence sa carrière en tant que chef monteur, poste qu'il occupe jusqu'en 1984. En 1989, encouragé par son ami Richard Copans, il passe à la réalisation. 
Principalement reconnu pour ses documentaires et la collection Architectures qu'il crée et dirige avec Richard Copans, Stan Neumann reçoit en juin 2013, un FILAF d'Honneur à Perpignan, lors de la 3e édition du Festival International du Livre d'Art et du Film, en reconnaissance de sa contribution au monde du cinéma documentaire.

## Réalisations
- Les Derniers Marranes, co-réalisé avec Frédéric Brenner (70 min) - 1990 - Prix Futura à Berlin
- Paris, roman d’une ville, (d'après les travaux de François Loyer, 52 min) - 1991 - Prix de la Ville de Bordeaux au FIFARC Grand Prix du festival Film et Architecture - Graz (Autriche)
- Cultures communes (26 min) - 1992
- Louvre, le temps d’un musée (70 min) - 1993 - Prix du meilleur film sur un lieu artistique au Festival International du Film sur l’Art à Montréal
- Nadar photographe (26 min) - 1994 - Grand Prix au Festival International du Film sur l’Art et Pédagogique de ParisUnesco et au Festival International du Film sur l’Art de Montréal
- L'Irrésistible Construction du musée d’Amiens (26 min) - 1994
- Les Architectures du savoir (26 min 1995)
- Rainer Maria Rilke (45 min) - 1997 - Dans la série « Un siècle d’écrivains » sur France 3
- Une maison à Prague (70 min / ARTE) - 1998
- Apparatchiks et Businessmen (52 min Arte 2000)
- Norman Mailer (3 fois 52, France 2 2001)
- La langue ne ment pas, journal écrit par Victor Klemperer sous le Troisième Reich (90 min, Arte, novembre 2004. Prix Scam du Meilleur documentaire 2006)
- Buren et le Guggenheim (54 min Arte 2005)
- L'Expressionnisme allemand (64 min Arte 2006)
- La Vie cachée des œuvres / Rembrandt (43 min Arte 2009)
- La Subversion des images, la Photographie Surréaliste (Collection PHOTO, 26 min Arte 2009)
- Les Primitifs de la photographie (Collection PHOTO, 26 min Arte 2010)
- L'École de Dusseldorf (Collection PHOTO, 26 min Arte 2011)
- L'Œil de l'astronome (Avec Denis Lavant, 90 min, Les Films d'Ici 2012)
- La Vie cachée des œuvres / Poussin (43 min Arte 2012)
- La Sainte Anne de Léonard de Vinci, la restauration du siècle (58 min Arte 2012)
- La Nouvelle Vision, la photographie expérimentale des années vingt (Collection PHOTO, 26 min Arte 2012)
- Les Pictorialismes (Collection PHOTO, 26 min Arte 2012)
- Les Appropriationnistes (Collection PHOTO, 26 min Arte 2013)
- La Photographie Conceptuelle (Collection PHOTO, 26 min Arte 2013)
- La Vie cachée des œuvres / Goya (43 min Arte 2013)
- Austerlitz (d'après le roman de W. G. Sebald, 90 min, Arte 2015)
- 120 ans d'inventions au cinéma (56 min, Les Films d'Ici, La Cinémathèque française, Arte 2015)
- Lénine / Gorki, la Révolution à contretemps (90 min, Zadig Productions, Arte 2017)
- Le Temps des Ouvriers :
  - 1/ Le Temps de l'Usine (55 min, Les Films d'Ici, Arte, 2020)
  - 2/ Le Temps des Barricades (58 min, Les Films d'Ici, Arte, 2020)
  - 3/ Le Temps  à la Chaîne (58 min, Les Films d'Ici, Arte, 2020)
  - 4/ Le Temps de la Destruction 70 min, Les Films d'Ici, Arte, 2020)
- Le Temps des payans :
  - 1/ Age d’or, âge de fer (56 min, Les Films d'Ici, Arte, 2023)
  - 2/ Désastres et révoltes (55 min, Les Films d'Ici, Arte, 2023)
  - 3/ Vers l’émancipation (55 min, Les Films d'Ici, Arte, 2023)
  - 4/ Paysans, envers et contre tout (56 min, Les Films d'Ici, Arte, 2023)

Dans la collection « Architectures» :
- Le château de Pierrefonds restauré par Viollet-le-Duc
- Nemausus 1 (Jean Nouvel)
- La maison de fer (Victor Horta)
- La caisse d’épargne de Vienne d'Otto Wagner
- L'Opéra de Paris (Charles Garnier)
- L'Auditorium de Chicago (L. Sullivan)
- La Galleria Umberto Ier
- La boîte à vent (Christian Hauvette)
- L’école de d'Alvaro Siza
- Le Musée juif de Berlin (Daniel Libeskind)
- La Maison de verre (Pierre Chareau)
- L'abbatiale de Conques'
- La maison de Jean Prouvé à Nancy
- La Saline royale d'Arc-et-Senans (Ledoux)
- Le Palais des Congrès de Rome (A. Libera)
- La Chocolaterie Menier
- La Villa Barbaro (Andrea Palladio)
- La Pyramide du Roi Djoser à Saqqara (attribuée à Imhotep)
- Le Pavillon allemand de Barcelone (Mies Van Der Rohe)
- La Citadelle de Lille (Vauban)
- L'usine Van Nelle de Rotterdam
- La Prison de la Santé à Paris

Dans la collection "Les mots de l'Architecte": 
- Alvaro Siza (52')
- Christian Hauvette (52')

## Publications
Richard Copans et Stan Neumann (photogr. Pierre-Olivier Deschamps), Architectures, Paris, Chêne, Arte éd., 2007, 192 p. (ISBN 978-2-84277-705-0, BNF 41024238)
Le Temps des Paysans, Editions du Seuil, 2024